# Jassidophaga flavidipes
Jassidophaga flavidipes är en tvåvingeart som beskrevs av De Meyer och Patrick Grootaert 1992. Jassidophaga flavidipes ingår i släktet Jassidophaga och familjen ögonflugor.
Artens utbredningsområde är New South Wales. Inga underarter finns listade i Catalogue of Life.